# Cis fissicollis
Cis fissicollis es una especie de coleóptero de la familia Ciidae.

## Distribución geográfica
Habita en el centro y el sur de Europa, el Cáucaso y  Francia.